# مادلين فنتون دالغرين
مادلين فنتون دالغرين (بالإنجليزية: Madeleine Vinton Dahlgren)‏ (13 يوليو 1825، غاليبوليس في الولايات المتحدة - 28 مايو 1889)؛ شاعرة، كاتِبة، مترجمة وروائية أمريكية.